# Simpsonichthys
Simpsonichthys là một chi cá trong họ Rivulidae.

## Các loài
Hiện hành ghi nhận các loài cá sau trong chi này:
- Simpsonichthys boitonei A. L. de Carvalho, 1959 (Lyrefin pearlfish)
- Simpsonichthys bokermanni A. L. de Carvalho & da Cruz, 1987
- Simpsonichthys brousseaui D. T. B. Nielsen, 2013 [1]
- Simpsonichthys chacoensis L. H. Amato, 1986
- Simpsonichthys cholopteryx W. J. E. M. Costa, C. L. R. Moreira & F. C. T. Lima, 2003
- Simpsonichthys constanciae G. S. Myers, 1942 (Featherfin pearlfish)
- Simpsonichthys costai Lazara, 1991
- Simpsonichthys filamentosus W. J. E. M. Costa, Barrera & Sarmiento, 1997
- Simpsonichthys inaequipinnatus W. J. E. M. Costa & G. C. Brasil, 2008
- Simpsonichthys margaritatus W. J. E. M. Costa, 2012
- Simpsonichthys nigromaculatus W. J. E. M. Costa, 2007
- Simpsonichthys parallelus W. J. E. M. Costa, 2000
- Simpsonichthys perpendicularis W. J. E. M. Costa, D. T. B. Nielsen & De Luca, 2001
- Simpsonichthys pilleti D. T. B. Nielsen & Brousseau, 2013 [2]
- Simpsonichthys punctulatus W. J. E. M. Costa & G. C. Brasil, 2007
- Simpsonichthys reticulatus W. J. E. M. Costa & D. T. B. Nielsen, 2003
- Simpsonichthys rosaceus W. J. E. M. Costa, D. T. B. Nielsen & De Luca, 2001
- Simpsonichthys santanae Shibatta & Garavello, 1992
- Simpsonichthys semiocellatus W. J. E. M. Costa & D. T. B. Nielsen, 1997
- Simpsonichthys suzarti W. J. E. M. Costa, 2004
- Simpsonichthys zonatus W. J. E. M. Costa & G. C. Brasil, 1990